# Aloïse Retornaz
Aloïse Retornaz, née le 3 février 1994 à Brest, est une skippeuse française.

## Biographie

### Études
Elle a obtenu un bac S en 2011 au lycée Kerichen à Brest où elle était en sport étude voile.
Elle a étudié à l'école d'ingénieur ISEN-Brest,.

### Carrière sportive
Aloïse Retornaz et Camille Lecointre sont sacrées championnes d'Europe de 470 à Sanremo, sont médaillées de bronze mondiales en 470 à Enoshima en 2019, sont médaillées d'argent en 470 aux Jeux mondiaux militaires de 2019 à Wuhan, et remportent la finale de la Coupe du monde de voile à Marseille.
Elle se voit décerner avec Camille Lecointre le prix de Marin de l'année 2019 par la Fédération française de voile.
Le duo conserve son titre aux championnats d'Europe 2021 à Vilamoura, puis est médaillé de bronze aux Jeux olympiques d'été de 2020 à Tokyo dans l'épreuve féminine de 470.

## Palmarès

### Jeux olympiques
- Médaille de bronze aux épreuves féminines de 470 aux Jeux olympiques de Tokyo 2020 avec Camille Lecointre[9]

### Championnat du monde
- 4e du championnat du monde de 470 en 2021 avec Camille Lecointre[10]

### Championnat d'Europe
- Médaille d'or des Championnats d'Europe de 470 en 2019 avec Camille Lecointre[3]
- Médaille d'or des Championnats d'Europe de 470 en 2021 avec Camille Lecointre[8]

### Jeux mondiaux militaires
- Médaille d'argent en 470 aux Jeux mondiaux militaires de 2019 avec Camille Lecointre[5]

## Décorations
- Chevalier de l'ordre national du Mérite le 8 septembre 2021[11]